# Caracalla termái
Caracalla termái Caracalla római császár fürdőépülete Rómában. A 3. század elején építették, és a 6. század közepéig használták. Alaprajzát egymáshoz kapcsolódó, keresztboltozattal és kupolával fedett kerek és sokszögű termek csarnokrendszere alkotta. Befogadóképessége 1600 fő körül lehetett, naponta átlagosan nyolcezren keresték fel.

## Története
Caracalla termái egyike a legjobb állapotban megmaradt római kori fürdőknek. A fürdő építését Septimius Severus császár uralkodása alatt kezdték el, majd fia és utóda Caracalla császár idejében 216-ban avatták fel. Az épületegyüttesen még ezután is folytak a munkálatok, az építkezést valószínűleg Elagabalus vagy Severus Alexander idejében fejezték be. 270 körül egy tűzvész után Aurelianus császár uralkodása alatt az épületen helyreállítási munkákat végeztek. A 3. század végén Diocletianus császár idejében átalakították a vízvezetéket. A következő jelentős átalakítás Constantinus császár uralkodása alatt történt a 4. század elején, amikor a caldarium egyik oldalát egy félkörív alakú apszissal bővítették ki. A fürdő 537-ig üzemelt, amikor Róma ostroma alatt a gót támadók elvágták a vízvezetéket, hogy így is kényszerítsék a rómaiakat a város feladására. Innentől kezdve a fürdők elvesztették jelentőségüket, aminek oka nemcsak a vízhiány volt, hanem az is, hogy a fürdő viszonylag távol helyezkedett el a városközponttól, így a lakosság félve a gót támadóktól nem látogatta. A régészeti feltárások során kiderült, hogy a fürdőben nem volt teljes a vízhiány, a víz egy kis része még évszázadokon keresztül szabadon folyt. A 6. és a 7. század folyamán a területet temetőnek használták, a Rómába érkező és a városban elhunyt zarándokokat temették a fürdő falai mellé. A 8. és 9. században I. Adorján, II. Szergiusz és I. Miklós pápák idejében kísérleteket tettek a vízvezeték részleges helyreállítására. A 12. században a fürdő épületét kőbányának használták templomok és paloták díszítéséhez. A 14. században kihasználva a bőséges vízkészletet a területen szőlőt és zöldségeket termesztettek. Az írott forrásokból kiderül, hogy az épület egy jelentős része még a 16. század elején II. Gyula pápa idejében is viszonylag jó állapotban volt. Néhány évvel később III. Pál pápa, aki új palotája építéséhez keresett épületelemeket és szobrokat 1545 és 1547 között „ásatásokat” végeztetett a fürdő területén, amelynek eredményeként számos szobor, szoborcsoport és bronztárgy került napvilágra. Ezután a fürdővel évtizedeken keresztül nem törődtek, V. Pál pápa a jezsuitáknak ajándékozta a területet, akik ünnepnapokon oda vitték tanítványaikat játszani és ünnepelni. A 16. századtól a romok kezdték felkelteni a kortárs művészek érdeklődését, erről tanúskodnak például Giuliano da Sangallo és Andrea Palladio a romokról készült rajzai. 1824-ben Egidio di Velo gróf vezetésével tervszerű ásatások kezdődtek a fürdő területén. Ekkor tárták fel az atlétákat ábrázoló padlómozaikokat, amelyeket jelenleg a Vatikáni Múzeumokban őriznek. Az ásatások egészen az évszázad közepéig folytatódtak. A következő nagyszabású feltárásokra 1860 és 1867 között került sor, amikor a kutatások a frigidarium területére koncentrálódtak. Ekkor kerültek napvilágra 8 méterrel a jelenlegi padlószint alatt egy padlómozaikkal és második stílusú falfestményekkel díszített, Hadrianus császár korabeli domus maradványai. A falfestményeket 1975-ben restaurálták és leválasztották a falról. 1866 és 1869 között a fürdő középső részén folytattak ásatásokat, ekkor porfíroszlopokat, díszített oszlopfőket és egy Herkules-szobor torzóját tárták fel. 1870-ben a fürdő területét állami tulajdonná nyilvánították. 1878–79-ben találták meg a caldarium és a nyugati tornacsarnok padlómozaikjait. A 20. század első éveiben folytatódtak az ásatások, amelyek a fürdő külső falaira és föld alatti részeire koncentrálódtak. Ekkor tárták fel a nyugati esedra, a könyvtár, egy földalatti folyosórendszer, egy Mithrász-szentély és egy vízimalom maradványait. A folyosórendszer szisztematikus felmérése 1901-től egészen 1939-ig tartott. Ezek után a következő fontosabb munkálatokat a nyolcvanas években végezték el, amikor a fürdő déli külső falát megszabadították a növényzettől, és lebontották a fal mellé engedély nélkül épített házakat. 1993-ban beszüntették a caldariumban 1933 óta tartott nyári színielőadásokat. 1996-ban elektromos kábelfektetés során találták meg a utolsó szobrot (egy Artemisz-ábrázolást) a fürdő területén.

## Az épület

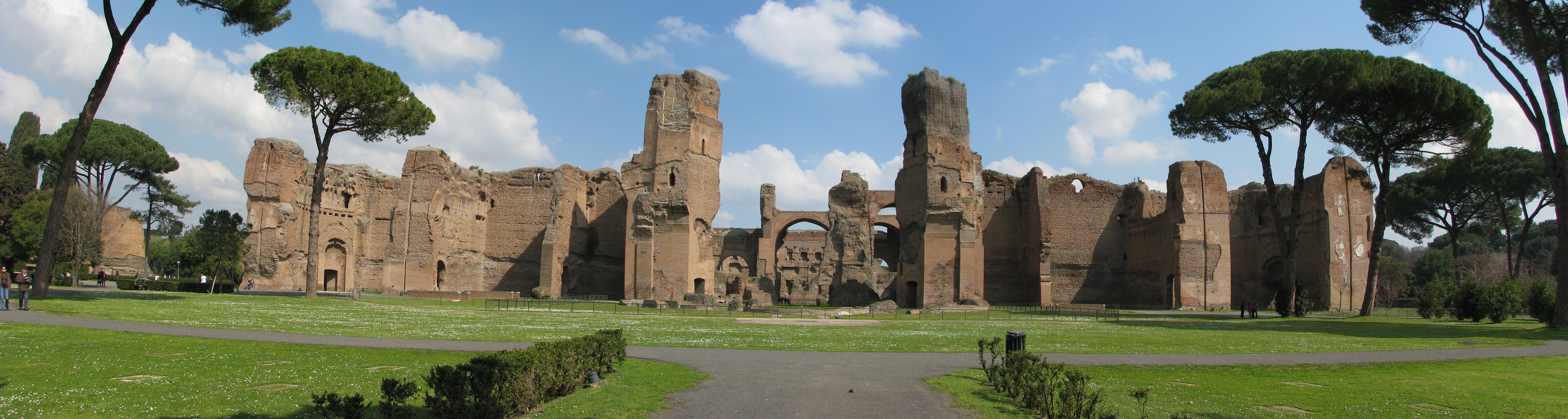
Caracalla termái, a központi épület

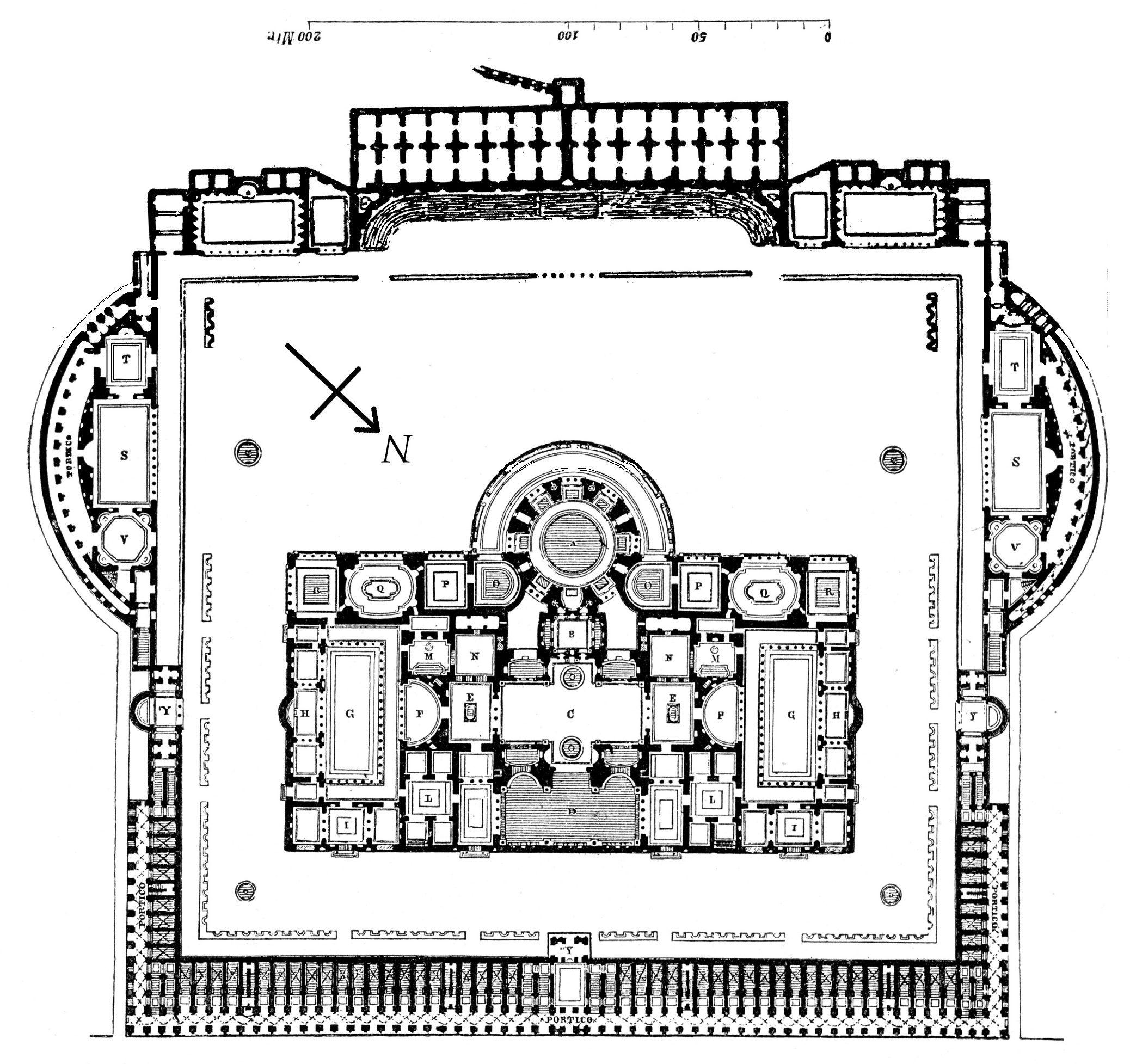
A fürdő alaprajza

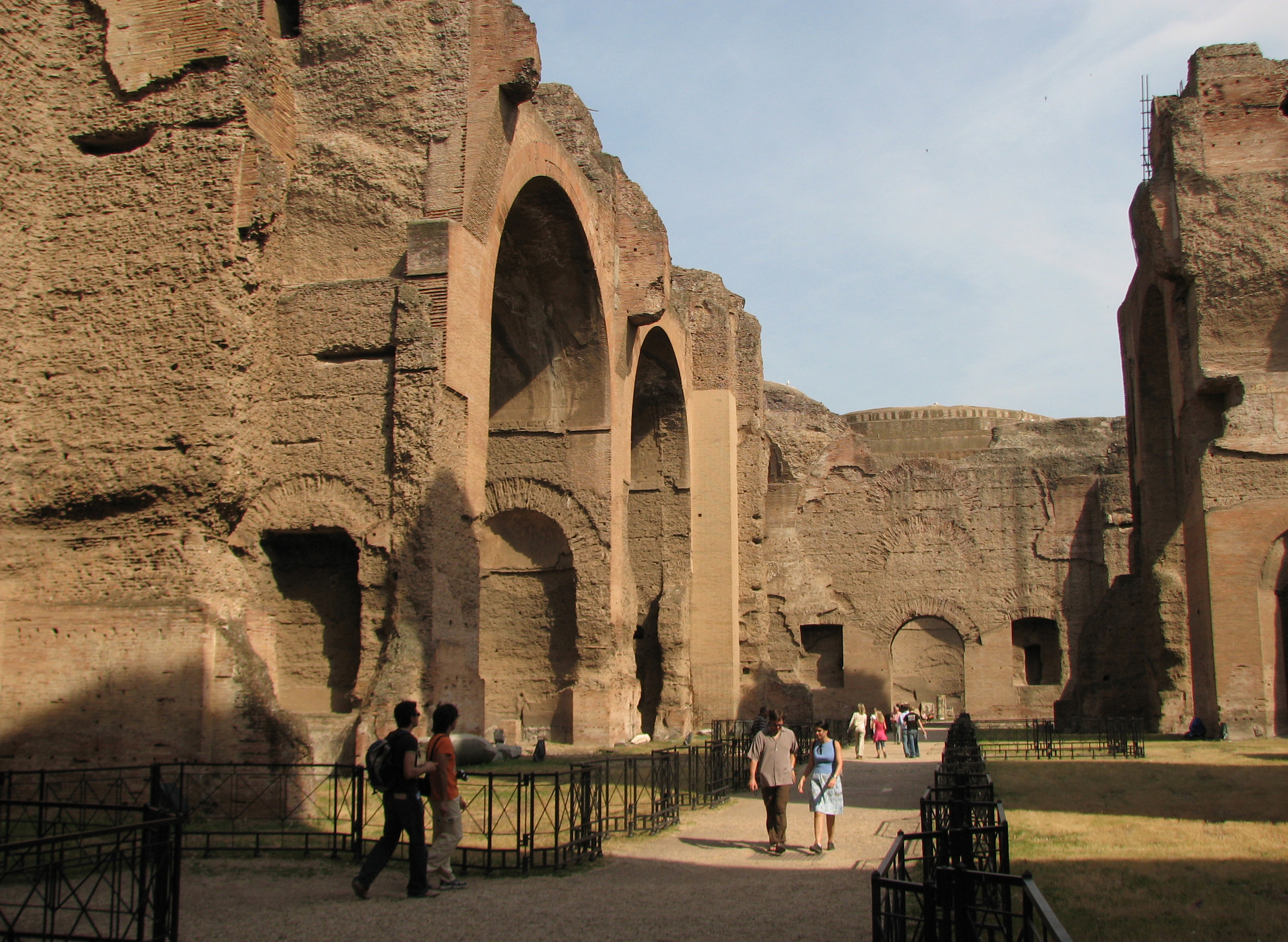
A központi épület belseje

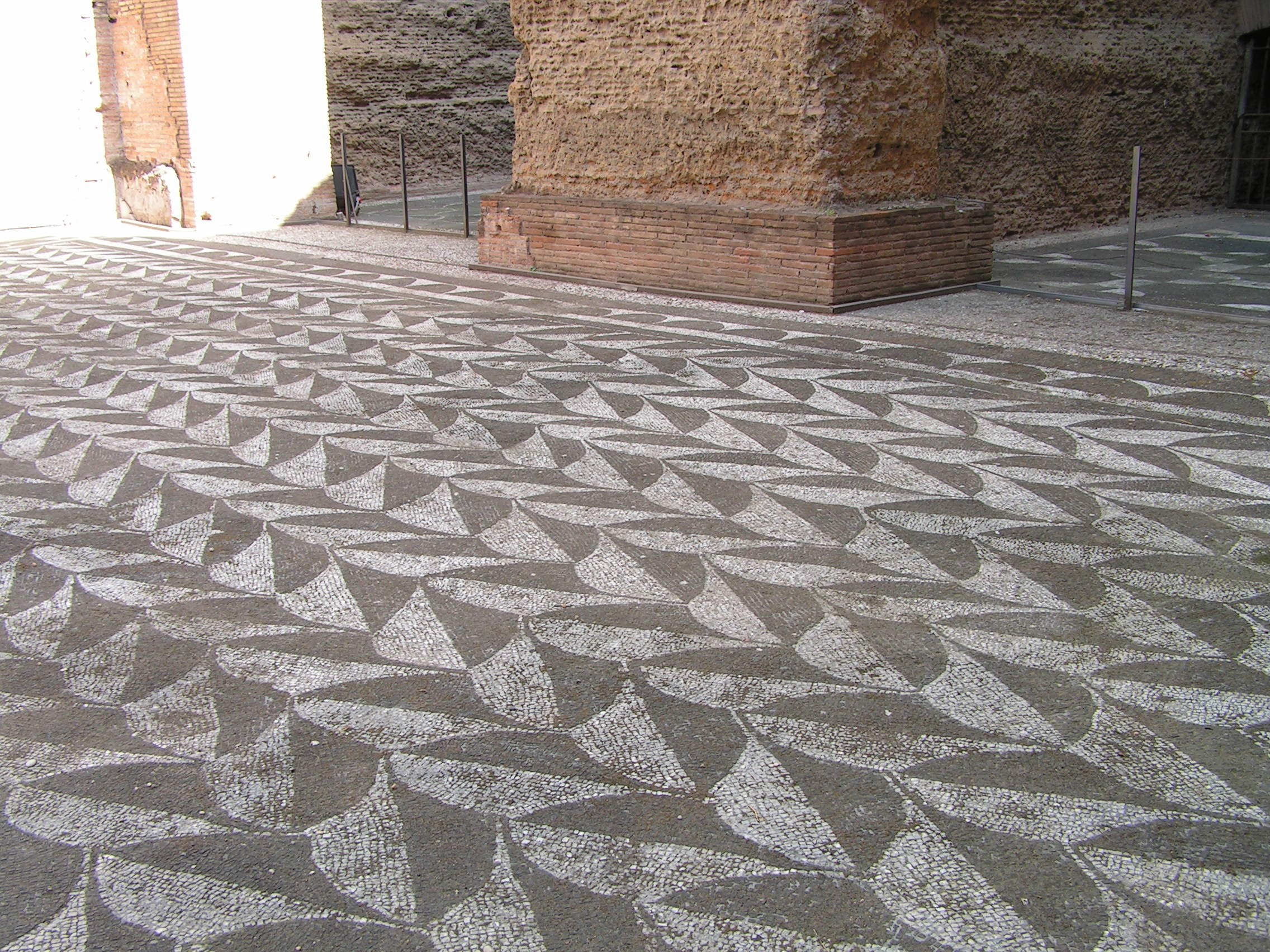
A mozaikpadló részlete

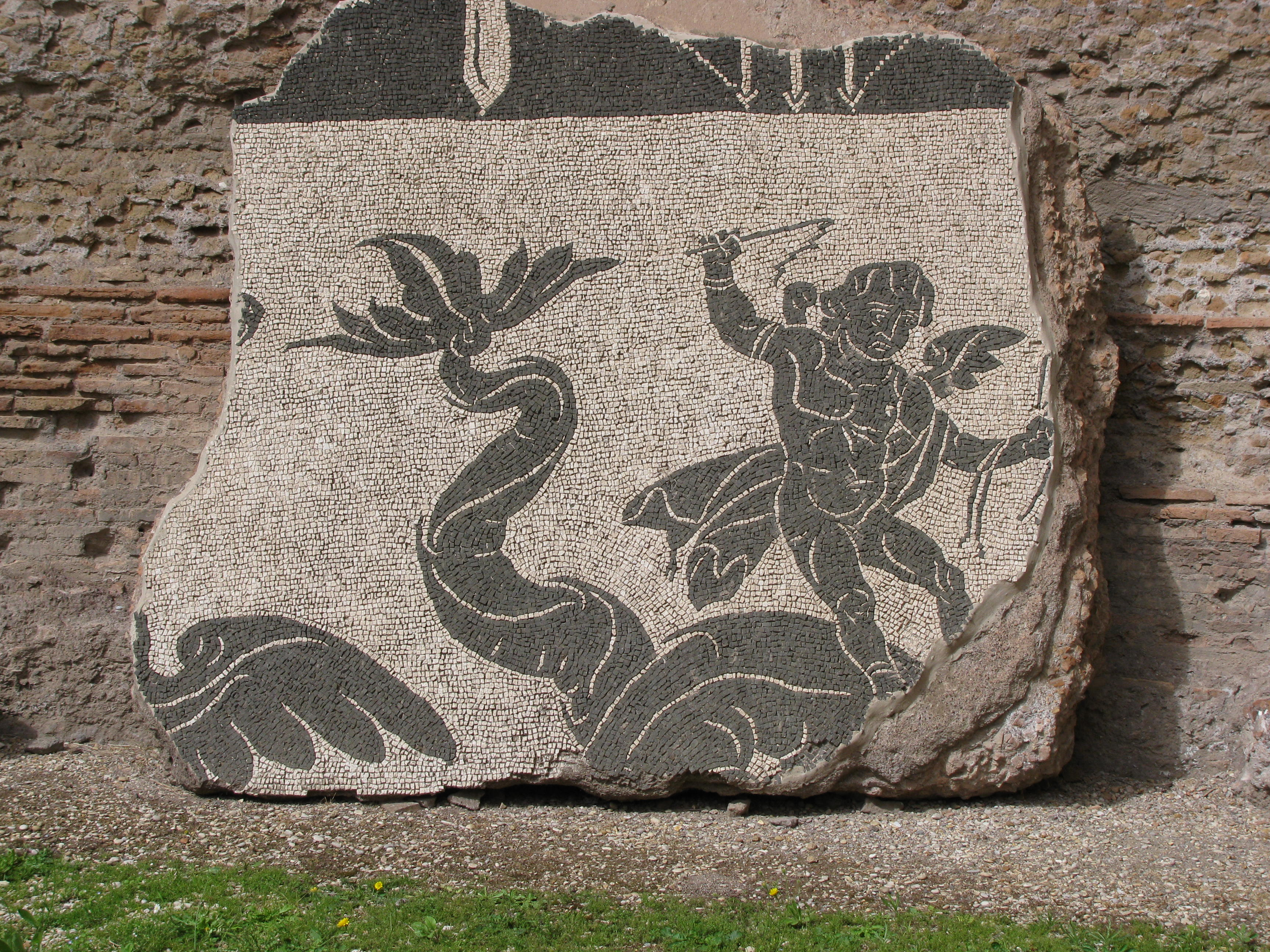
A mozaikdíszítés részlete

A fürdő a külső falakat is beleszámítva egy 337 x 328 méteres területet foglal el. Északkelet-délnyugat irányba tájolták, központi része, a tulajdonképpeni fürdő teljesen elkülönül a külső falaktól, amelyek minden oldalról körbeveszik. A terület nem teljesen vízszintes, a legmagasabb és legalacsonyabb pontja közötti szintkülönbség eléri a tizennégy métert. Az alacsonyabban fekvő részen a szintkülönbség egy részét feltöltötték, melléje háromszintes, szintenként eltolt épületet emeltek, amelynek teteje a fürdő egy részének alapjául szolgált, és benne alakították ki a kiszolgáló-helyiségeket. A számítások szerint az építkezésen (beleértve a kőfejtést és az építőanyagok helyszínre szállítását is) átlagosan naponta kilencezer ember dolgozott öt éven át. A fürdőhöz kapcsolódó vízvezetéket 212-ben készíthették, erre utal Caracalla egy dedikációs felirata, amely az ásatások során került elő. A vízvezeték nyomvonalát nem sikerült pontosan rekonstruálni, eddig csak néhány rövidebb darabját azonosították az Aurelianus-féle fal, a Porta Appia és a Piazza Galleria közelében. Annyi biztos, hogy a fürdőbe a víz az épület déli oldala felől érkezett meg, ahol ma is láthatók tizennyolc ciszterna maradványai. A ciszternákból nyomás alá helyezett szerteágazó ólomvezetékek rendszerén keresztül juttatták el a vizet a medencékbe. A hidegvizes medencékbe folyamatosan engedték a vizet, a melegvizes medencéket időnként teljesen leengedték majd meghatározott időközönként újratöltötték. A vízelvezetést egy tíz méterrel a földszint alatti csatornarendszer segítségével oldották meg. A karbantartást bonyolult föld alatti folyosórendszer tette lehetővé. A caldarium alatt alakították ki az ötven kemencéből (ebből huszonnégy a mai napig látható) álló fűtési rendszert. A kemencékben naponta átlagosan tíz tonna fát használtak fel, a föld alatti raktárakban összesen körülbelül kétezer tonna fát tudtak tárolni.

### Épületrészek
Valószínűleg a vízvezeték építésével egyidőben készült el a Via nova Antoniniana, egy széles, a fürdőhöz vezető út, amelyet az építkezés ideje alatt az építőanyagok helyszínre szállításához is felhasználtak. A fürdő északkeleti oldalán négy bejáratot alakítottak ki, míg egy ötödik, széles lépcsősorral megközelíthető bejárat az északnyugati oldalra került. A külső falaknál találhatók a ciszternák és két szimmetrikusan elhelyezkedő könyvtár (a déli oldalon), két esedra fűtött helyiségekkel (a nyugati és a keleti oldalon), és a bejáratok (az északi oldalon). A külső fal és a központi terület között díszkertet alakítottak ki. A tulajdonképpeni fürdő épülete egy 214 x 110 méteres négyszög alakú területen fekszik, eredetileg tégla alakú volt, amelyből csak a caldarium teteje és két oldalon kisebb esedrák emelkedtek ki. Középen volt a frigidarium négy hidegvizes medencével. A frigidariumot egy nyitott uszoda (natatio), öltözők, a tepidarium (két langyosvizes medencével), két tornacsarnok, két szauna és a caldarium (hét melegvizes medencével) vette körül. A fürdőnek azok a részei, ahol a tornacsarnokok voltak kétszintesek lehettek, a második szinten kialakított helyiségek funkciója még nem teljesen tisztázott.

### A legfontosabb helyiségek
- az 58 x 24 méter alapterületű három keresztboltívvel borított frigidarium volt a fürdő központja. Padlózatát négyszögekbe rendezett márványlapokkal, gránit- és porfírkörökkel borították. Falait színes márvánnyal burkolták be, kivéve a szobrok elhelyezésére szolgáló fülkéket, amelyeket színes üvegmozaikokkal díszítettek. A monumentális kialakítású helyiség komoly hatást gyakorolt a későbbi középületekre (Maxentius bazilikája, Diocletianus termái).[11]
- A kör alaprajzú caldarium padlóját is márványlapokkal borították be. A helyiséget egy 36 méter átmérőjű kupola fedte. Falaiba nagyméretű üvegablakokat illesztettek be, amelyek napsütéskor jelentősen hozzájárultak a terem fűtéséhez, ezenkívül csökkentették a falak súlyát. A hét melegvizes medence 9 x 5 x 1 méteres volt, jelenleg hat medence maradványait lehet azonosítani, a hetediket valószínűleg a Constantinus korában végzett átalakítások során szüntették meg.[11]
- A natatio (uszoda) alapterülete 50 x 22 méter volt, falainak magassága elérte a húsz métert. Északi falát óriási méretű gránítoszlopokkal három részre osztották, mindegyik részt hat-hat fülkével tagolták. Az alsó sorban található fülkéken még ma is láthatók a vízvezeték nyomai.

### A föld alatti folyosók, a malom és a Mithrász-szentély
A föld alatti helyiségeket bonyolult szerteágazó folyosórendszerrel kötötték össze. A folyosók egy része keskeny volt és alacsony, bennük helyezték el az ólomból készült vízvezetékeket. A vízellátást aprólékosan meg kellett szervezni, a fürdőbe látogatók nagy száma miatt. A teljes folyosórendszer hossza elérte az öt kilométert. A többi folyosó hat méter széles és ugyanolyan magas volt, hosszúságuk összesen több száz métert tett ki. Ezek a folyosók a kemencékhez vezettek, azért ilyen nagy méretűek, mert a fűtéshez felhasznált fát lovas szekerekkel szállították ide. A folyosókat lámpásokkal világították meg, a lovak számára itatókat alakítottak ki. Ezeknek a folyosóknak a boltozatát jellegzetes kocka alakú 19 x 19 centiméteres téglákból építették. Gondoskodniuk kellett a föld alatti helyiségek szellőztetéséről is, ellenkező esetben a fűtéshez használt faanyag átnedvesedett volna. Az 1912-ben feltárt malmot először tévesen a középkorra datálták, de az újabb kutatások szerint a fürdővel egyszerre épült. A 3. században leégett, majd kisebb változtatásokkal újjáépítették és az 5. századig használták. A Mithrász-szentélyt szintén a 20. század elején tárták fel. Bejáratát egy rács vagy ajtó zárta le. A szentély öt helyiségből állt, az első egy előcsarnok volt a fürdő egyik lépcsője alatt. Északi falába egy kisméretű, félkör alakú félkupolával borított medencét építettek be. Az előcsarnokból egy folyosó vezet a szentély következő helyiségébe, amelyet szintén egy ajtóval vagy ráccsal zártak le. Innen nyílik a tulajdonképpeni Mithrasz-szentély, a legnagyobb amit Rómában építettek. A nagyméretű, téglalap alakú termet keresztboltozatokkal fedték le, padlóját fehér és fekete mozaikokkal díszítették. Az északi hosszú falon ma is felismerhető egy Mithrászt ábrázoló freskó. Az alak fríg sapkát visel, hasa előtt egy napábrázolással. A padlóba egy nagyméretű, kerek aknát ástak, amelyet valószínűleg egy márványból faragott rács fedett. Itt áldozták fel a bikákat az istenség tiszteletére. A központi helyiségből két másik terembe juthatunk, melyeknek eredeti funkciója még nem teljesen tisztázott.

## Díszítés és a fürdőben elhelyezett műalkotások

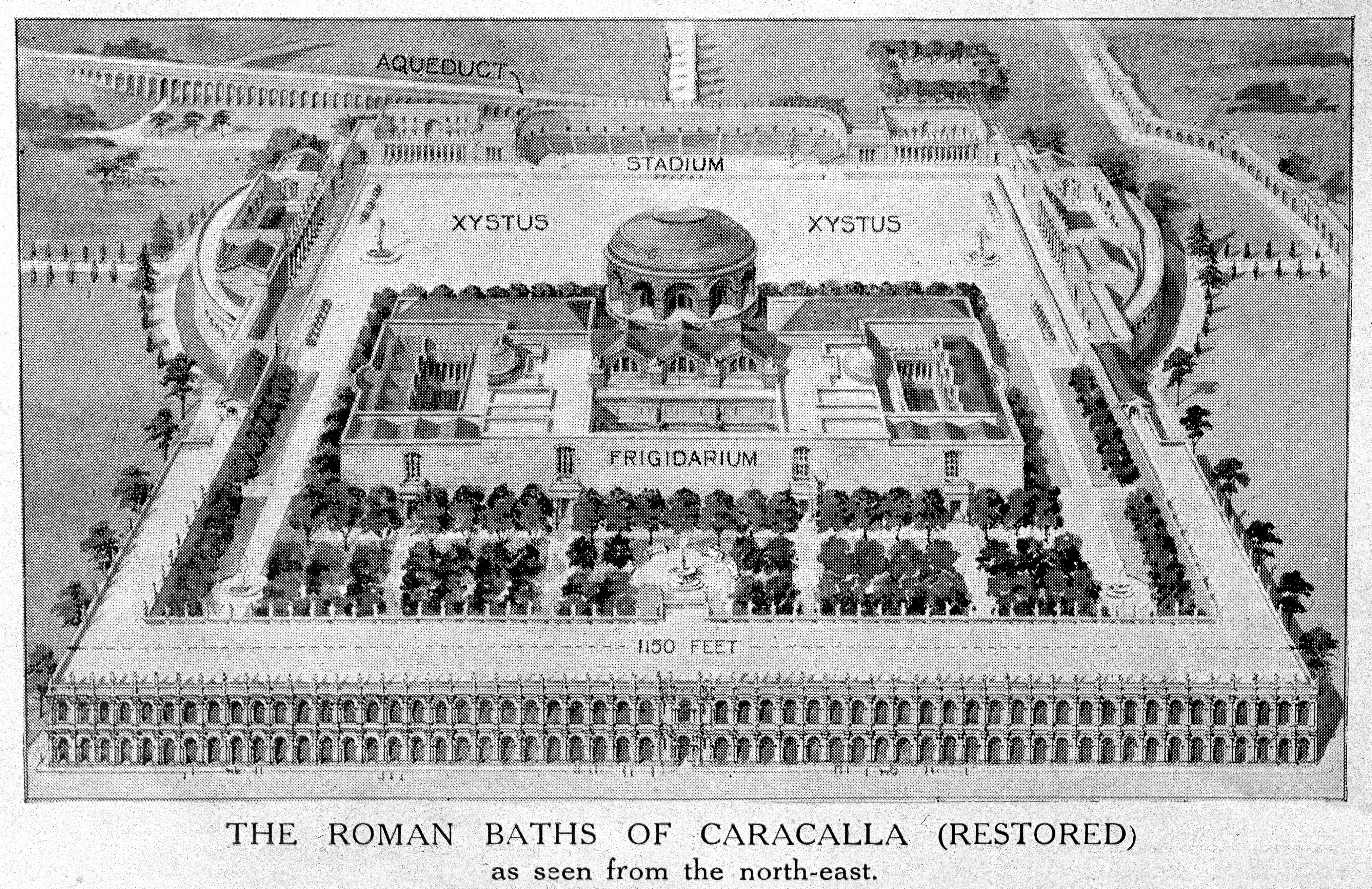
Caracalla termái a 7. században, rekonstrukció

A padlót mozaikokkal vagy márvánnyal, a falakat színes stukkóval, üvegmozaikokkal vagy színes márványokkal borították. Ezenkívül a fürdő területén és a kertben szobrok százait helyezték el. Ezekből néhányat bronzból öntöttek, de túlnyomó többségük márványból készült. Az első szobrok III. Pál pápa idejében kerültek elő. Az egyik leghíresebb közülük a Farnese-bika, amelyet jelenleg Nápolyban őriznek. A másik nagyon jelentős alkotás a szintén Nápolyban található, 3. században készült Farnese Herkules, amelyet a frigidariumban tártak fel, darabokra törve. Szintén a frigidariumból került elő több díszes oszlopfő mellett a Casertában található latin Hercules-szobor. A későbbi feltárások során számos Vénuszt, Minervát és a császári családot ábrázoló szobor vagy szobortöredék került elő. Az évszázadok során a fürdő egyes épületelemeit újra felhasználták. Ezek közül kiemelkedik két szürke gránitból faragott medence, amelyek jelenleg a piazza Farnesén kútként funkcionálnak. Az uszodából származó egyik gránitoszlopot 1563-ban Firenzébe szállították, ahol a piazza Santa Trinitán ma is látható. A kutatók szerint a falfülkékben legalább 120 szobrot helyeztek el. A fürdő szobordíszítéséből jelenleg körülbelül 2000 töredéket őriznek raktárakban, ezek között vannak díszített oszlopfők, keretdarabok, domborműrészletek és oszloptalapzatok. Fontos díszítőelem volt a padlómozaik, amiből itt tárták fel a Rómában található egyik legnagyobb összefüggő felületet. A padlómozaikok egyik részét fekete sávval szegélyezték, a felületet négyszög, négyzet vagy szabálytalan alakú területekre osztották fel. A négyzetekben mellképeket, a négyszögekben atlétákat vagy versenybírókat (életnagyságban), a szabálytalan mezőkben sporteszközöket vagy díjakat ábrázoltak. A versenyzők közül felismerhetők birkózók, gerelyhajítók és diszkoszvetők. A győztes atlétákat pálmaággal és koszorúval, a versenybírókat hosszú ruhában jelenítették meg. A padlómozaikok egy másik része egyszerűbb geometrikus mintákat ábrázol.

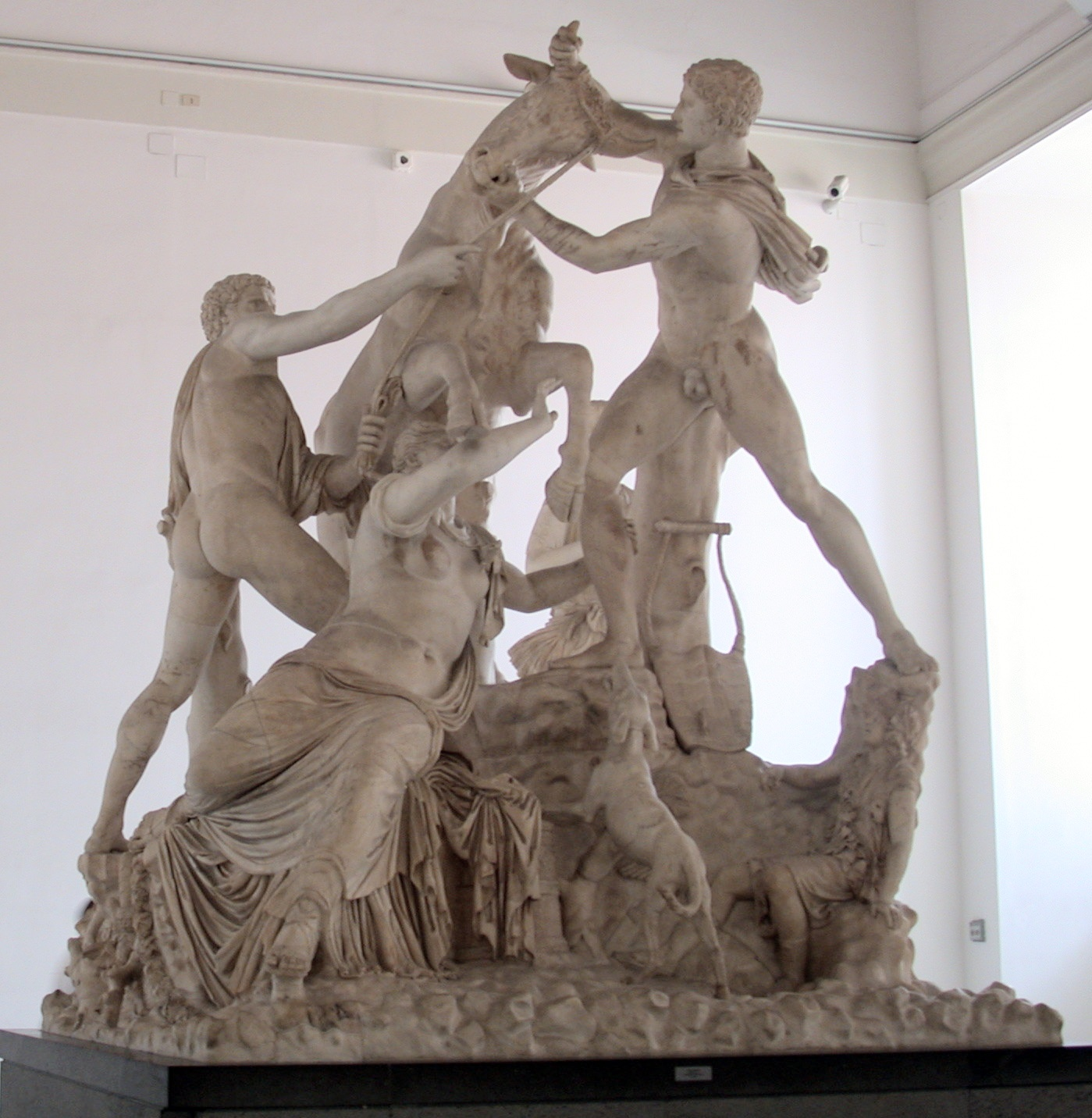
Farnese-bika, Nápoly, Museo Archeologico
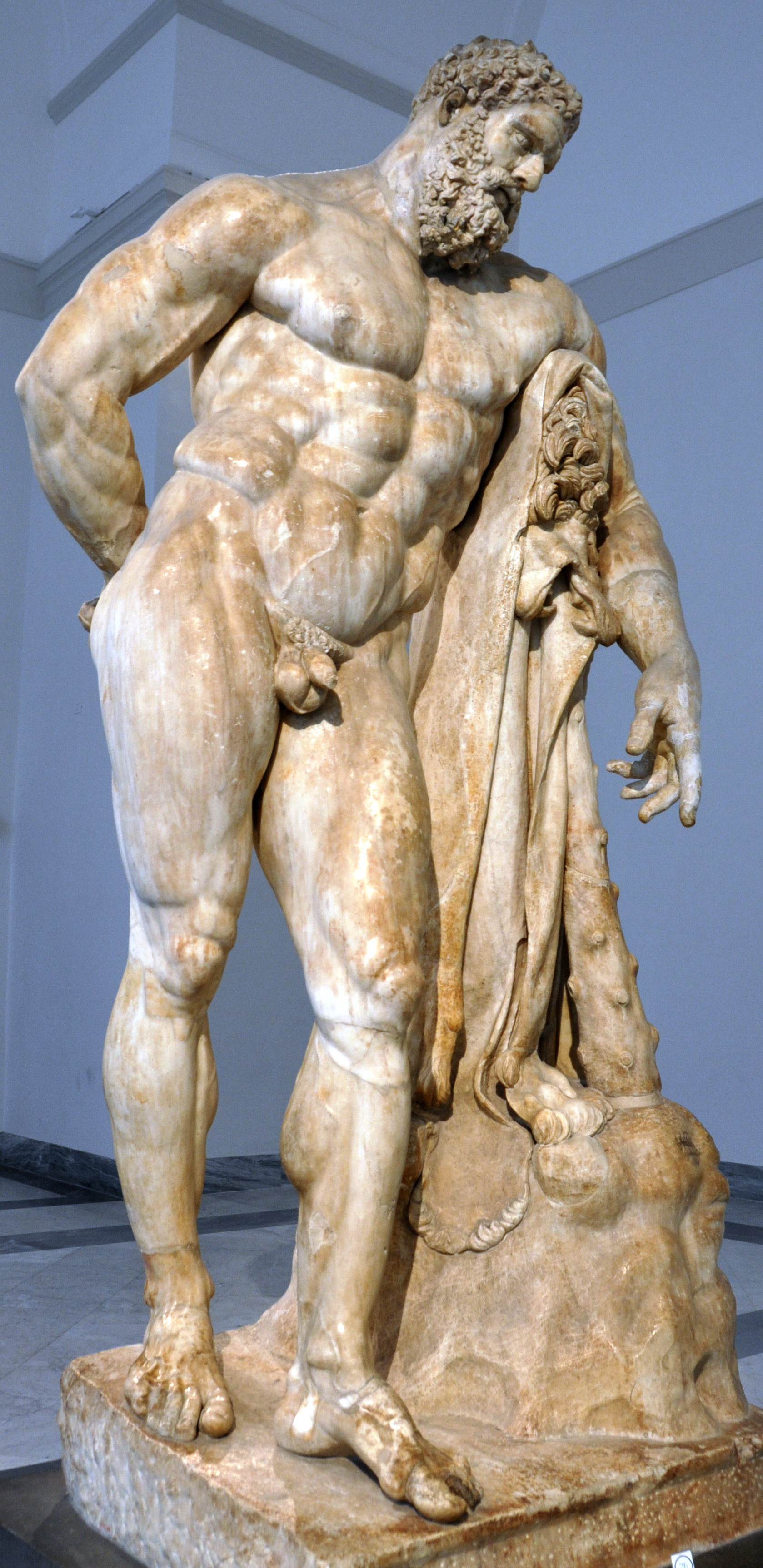
Farnese Herkules, Nápoly, Museo Archeologico
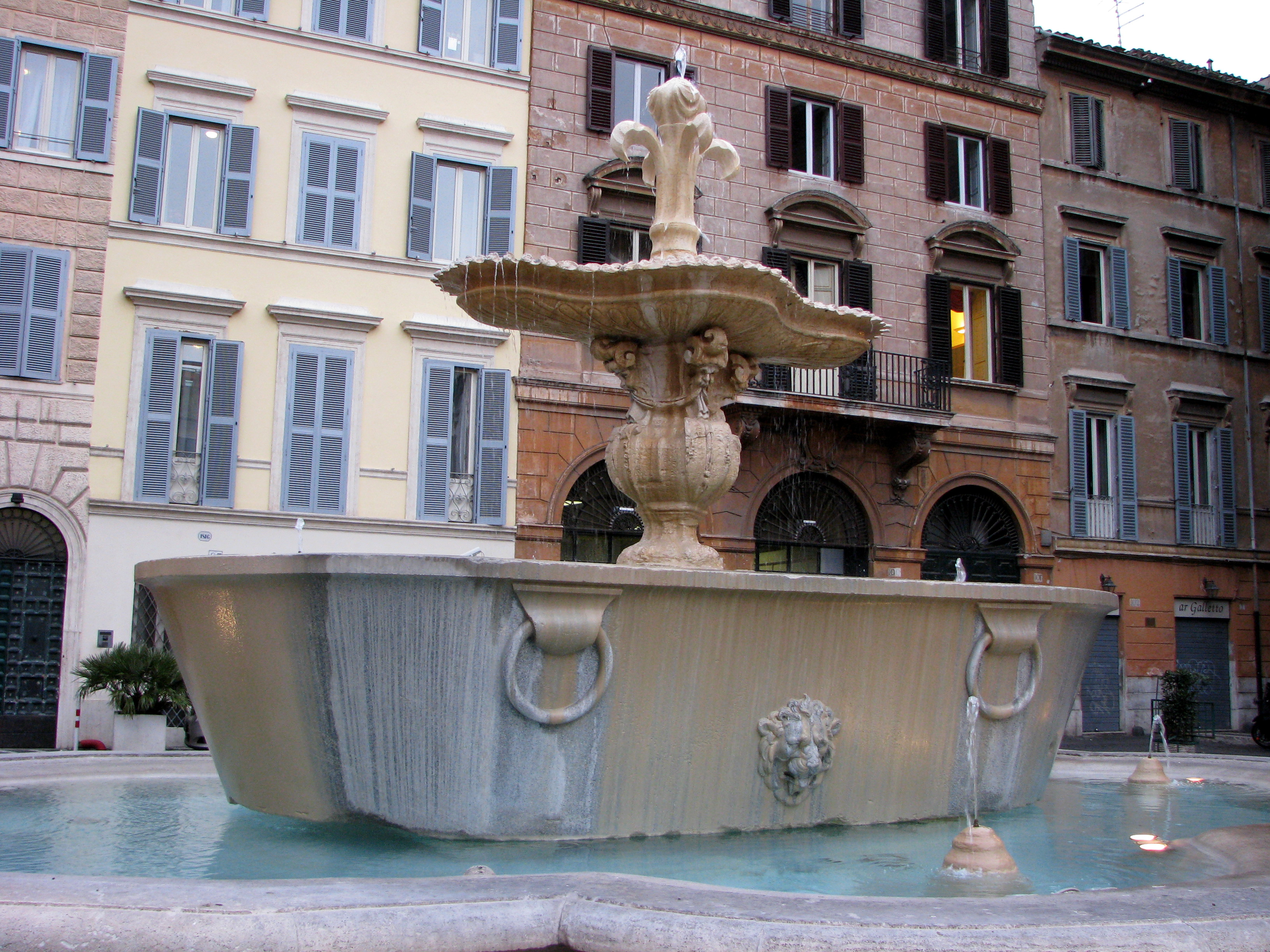
Gránitmedence, Róma, Piazza Farnese
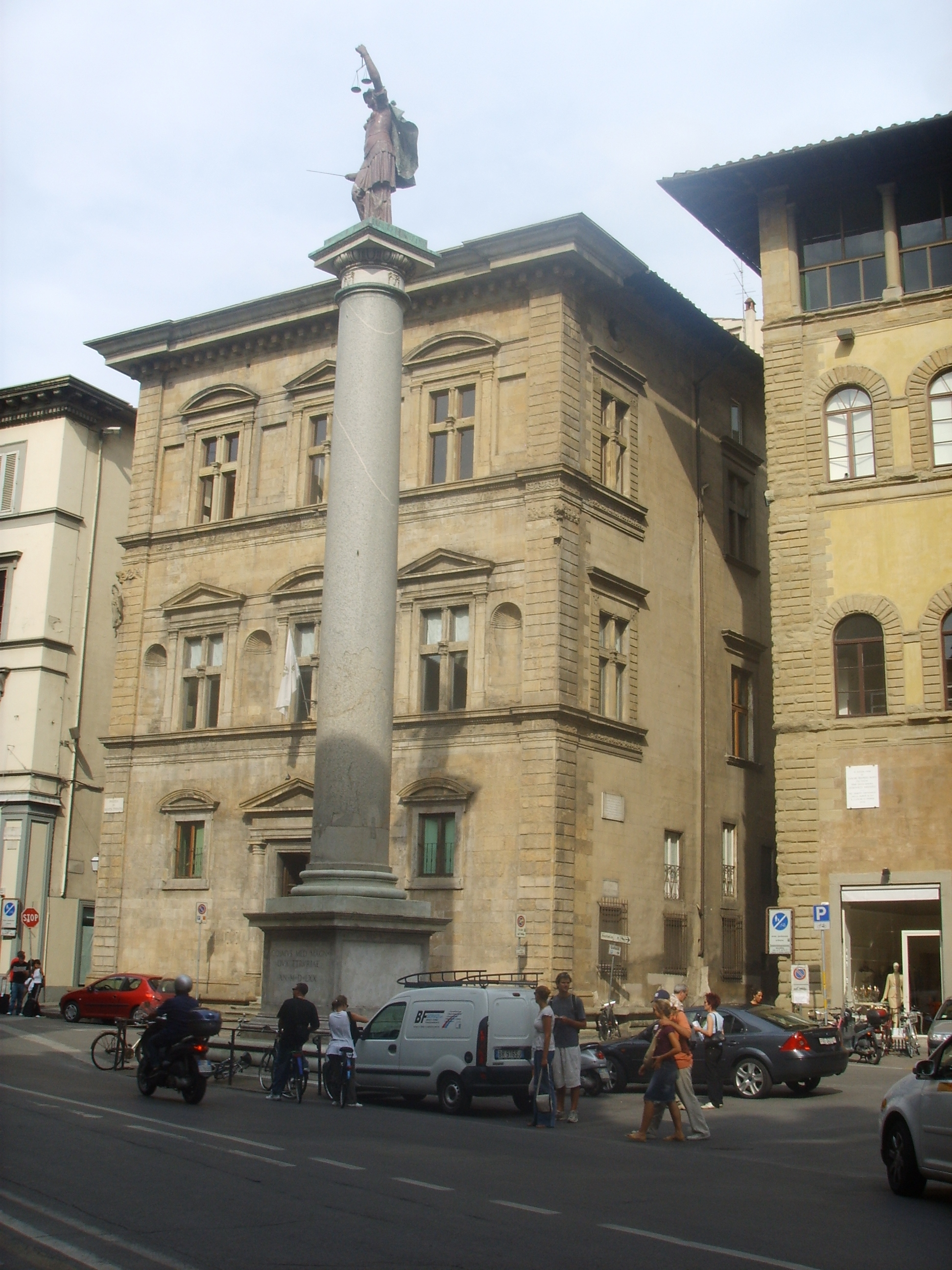
Gránitoszlop, Firenze, Piazza Santa Trinita